# Констант
Вижте пояснителната страница за други личности с името Констант.
Флавий Юлий Констант (на латински: Flavius Julius Constans) е римски император (333 – 350), трети син на император Константин I Велики и Фауста.

## Управление
Най-младия син на Константин Велики, издигнат в ранг „цезар“ от баща си през 333 г. След подялбата на империята през 337 г. Констант получава Италия, Северна Африка и Балканите (по-късно отстъпва Тракия на един от братята си). Константин II е несъгласен с подялбата на империята и търси разширение на териториите си във война с Констант през 340 година. След като брат му загива инцидентно в битката при Аквилея, Констант присъединява неговите земи на запад, превръщайки се във владетел на две трети от Римската империя.
През управлението на Констант външнополитическото състояние на държавата е стабилно – благодарение на войската и способните военачалници, варварските народи сармати (338/9 г.) и франки (341/2 г.) са победени и умиротворени. Самият Констант редовно присъства по границите и дори, през 343 г., бил последния римски император, който посетил Британия, атакувана от скотите.
Като поддръжник на ортодоксалното християнство (Никейския символ), Констант преследва езичниците и последователите на еретичните секти на арианството и донатизма във владенията си.
Според летописците от неговото време Констант имал добри военни умения, но страдал от болни стави и се отнасял презрително към простите войници. Постепенно Констант се доказал като ленив и бездеен владетел, подвластен на дворцови фаворити. Администрацията на провинциите била влошена както от корумпираността на имперските служители, така и от неговата собствена некомпетентност и безразличие, съчетани с прахосничество. Алчен, покварен и разпуснат, той се отдал само на развлечения и разврат.
Неговата репутация била опетнена от влечението му към някои германски телохранители от личната му гвардия. За увлеченията на императора пише историкът Аврелий Виктор в характерния за древността висок стил: „купувал за заложници при себе си красиви младежи, които ухажвал, така както би било прието за някой, предан на порочност от подобен род“.
Без никакъв авторитет сред войската и населението, дните на управлението му били преброени след бунта на военачалника Магненций през януари 350 г. в Отен, Галия. Научавайки новината, докато бил на лов в околностите на града, вместо да се противопостави на узурпатора, Констант бил обзет от ужас – захвърлил императорските отличия и побягнал към Испания. Една след друга армиите преминали към Магненций, а изоставеният император бил настигнат и убит до малък град в подножието на Пиренеите, който се наричал Хелене в чест на баба му.